# A Treatise on the Binomial Theorem
A Treatise on the Binomial Theorem (în română Un tratat despre teorema binomială) este o lucrare ficțională de matematică a tânărului James Moriarty, dușmanul malefic al detectivului Sherlock Holmes în opera literară a lui Arthur Conan Doyle. Titlul efectiv al tratatului nu este prezentat niciodată în povestiri; Holmes se referă simplu la "un tratat despre teorema binomială". Tratatul este menționat în povestirea Ultima problemă, atunci când Holmes, vorbind de profesorul Moriarty, afirmă:
„"El este un om de familie bună și cu o educație excelentă, înzestrat de natură cu un talent fenomenal la matematică. La vârsta de 21 de ani a scris un tratat despre teorema binomială, care s-a bucurat de popularitate în totă Europa. Pe baza lui a obținut o catedră de matematică într-una din universitățile noastre mai mici și, după toate aparențele, avea o carieră strălucită în fața lui."”—Holmes, "Ultima problemă"
Moriarty a fost un matematician versat, precum și o minte criminală. Pe lângă Tratat, el a scris cartea The Dynamics of an Asteroid, conținând matematici atât de ezoterice că nimeni nu ar fi putut să o critice. Aceasta este o ramură foarte diferită a matematicii față de Teorema binomială, arătând din nou impresionantele sale capacități intelectuale.
Despre "universitatea mai mică" implicată s-a pretins că ar fi unul dintre colegiile care au fost încadrate ulterior în Universitatea Leeds. Cu toate acestea, în "Sherlock Holmes: The Unauthorized Biography", s-a spus că "universitatea mai mică" ar fi Durham.

## Opinii și discuții
Doyle, în lucrările sale, nu a descris niciodată conținutul tratatului. Acest lucru nu i-a oprit pe oameni să facă speculații cu privire la ceea ce ar fi putut să conțină. Scriitorul de science-fiction Poul Anderson, de exemplu, a scris despre tratat în revista Baker Street Journal.
Tratatul este folosit uneori atunci când este necesară o referință pentru un exemplu non-specific al unei lucrări științifice. 

## Alte menționări
În cartea The Seven-Per-Cent Solution, o pastișă a povestirilor cu Sherlock Holmes de Nicholas Meyer, Moriarty neagă într-o dicuție cu Watson orice tratat destre teorema binomială, spunând: "Cu siguranță nu. Cine are ceva nou de spus despre teorema binomială la această dată? În orice caz, eu nu sunt cu siguranță omul care să știe."

## Refereințe
1. ↑  Bowers, John F., "James Moriarty: A Forgotten Mathematician", 23 decembrie 1989, New Scientist
2. ↑  Nick Rennison, Sherlock Holmes: The Unauthorized Biography, p. 68
3. ↑  Anderson, Poul. A Treatise on the Binomial Theorem, Baker Street Journal, 5, No. 1 (ianuarie 1955), 13-18.
4. ↑  Acesta este cazul într-o exemplu revizuire exemplu Arhivat în 11 martie 2017, la Wayback Machine. al unui studiu de informatică (în format PDF).